# Forstranda
Forstranda est une localité du comté de Nordland, en Norvège.

## Géographie
Administrativement, Forstranda fait partie de la kommune de Gildeskål.